# Fångad av en stormvind
Fångad av en stormvind (deutsch: Gefangen in einem Sturm) ist ein Lied der schwedischen Sängerin Carola. Sie gewann 1991 mit dem Lied für Schweden den 36. Eurovision Song Contest.

## Hintergrund
Fångad av en stormvind wurde vom schwedischen Komponisten Stephan Berg geschrieben und 1991 veröffentlicht. 1991 gewann die Sängerin Carola Häggkvist mit dem Lied das Melodifestivalen, den schwedischen Vorentscheid für den Eurovision Song Contest. Es wurde zudem eine Version auf Englisch unter dem Namen Captured by a Lovestorm veröffentlicht.
Sie repräsentierte das Land bereits 1983 mit dem Lied Främling. Die englische Version heißt Love Isn’t Love. Damals belegte sie den dritten Rang.

## Beim Eurovision Song Contest
Carola trat mit dem Lied am 4. Mai 1991 beim Concorso Eurovisione della Canzone an und gewann den Wettbewerb mit der Startnummer 8 und 146 Punkten. Schweden lag nach der Abgabe aller Wertungen punktgleich mit dem französischen Beitrag C’est le dernier qui a parlé qui a raison von Amina auf Platz eins; auch in der Anzahl der Höchstwertungen lagen beide gleichauf. Frank Naef, der Schiedsrichter der Show von der Europäischen Rundfunkunion, entschied regelgemäß, dass Carola aufgrund der höheren Anzahl von 10-Punkte-Wertungen die Siegerin war.

## Chartplatzierungen
Das Lied stieg in den offiziellen schwedischen Charts auf Platz 3 und in den norwegischen Charts auf Platz 6 ein.
| ChartsChartplatzierungen | Höchstplatzierung | Wochen |
| ------------------------ | ----------------- | ------ |
| Norwegen (IFPI)          | 6 (1 Wo.)         | 1      |
| Schweden (GLF)           | 3 (6 Wo.)         | 6      |

## Coverversionen
Im Januar 2025 erzielte der norwegische Sänger Kjartan Lauritzen mit Fanga av ein stormvind, einer norwegischsprachigen Version des Liedes, einen Nummer-eins-Hit in Norwegen. Die Version entstand im Rahmen der TV-Show Hver gang vi møtes, an der sowohl Carola als auch Kjartan Lauritzen teilnahmen.

## Trivia
Eine Chiptune-Version von Fångad av en stormvind mit dem Titel Fångad av en korvring (deutsch: Gefangen in einem Ring Wurst) erlangte Popularität als Hintergrundmusik der Website omfgdogs.com, auf der man dazu ein GIF von Hunden, die über einen Regenbogen laufen, sieht.